# Räkenskap

Räkenskaper, år 1865-1872 - Hallwylska museet

Räkenskaper är ett vardagligt ord och ett samlingsbegrepp för de dokument som omfattar minst bokföring och bokslut samt att det kan omfatta verksamhetsbeskrivningar i form av årsredovisning, verksamhetsberättelser, beslutsdokument i form av protokoll och så vidare, beroende på slag av juridisk organisationsform.